# Sukhoi Su-29
Il Sukhoi Su-29 (in cirillico Сухой Су-29) è un aereo acrobatico biposto russo equipaggiato con un motore radiale da 360 CV (265 kW) e prodotto dalla Aviacionnaja kholdingovaja kompanija Sukhoj. La sua progettazione ha preso a modello il Sukhoi Su-26, di cui è una evoluzione. Il largo impiego di materiali compositi, che raggiungono un totale del 60% dell'intera struttura, ha permesso di contenere l'aumento di peso rispetto al modello precedente di soli 50 chilogrammi.
Il Su-29 è ideale per l'addestramento di base al volo acrobatico, l'addestramento di base al volo tattico; è inoltre idoneo per l'impiego in manifestazioni aeree come gli air show, oltre a essere impiegato per il mantenimento delle capacità di volo di piloti civili e militari.

## Utilizzatori
Argentina
- Escuadrilla Acrobática Cruz del Sur

 Austria
Flying Bulls
 Rep. Ceca
pattuglia acrobatica ceca
 Russia
- DOSAAF

## Velivoli comparabili
Germania
- Extra EA-300

 Russia
- Sukhoi Su-26